# Ruslan Muchametšin
Ruslan Nailevič Muchametšin (in russo Руслан Наилевич Мухаметшин?; traslitterazione anglosassone: Ruslan Nailevich Mukhametshin; Kazan', 29 ottobre 1981) è un allenatore di calcio ed ex calciatore russo, di ruolo attaccante.

## Palmarès

### Club

#### Competizioni nazionali
- Campionato russo: 1

Rubin Kazan: 2008
- Pervenstvo Futbol'noj Nacional'noj Ligi: 1

Mordovija: 2011-2012

### Individuale
- Capocannoniere della Pervenstvo Futbol'noj Nacional'noj Ligi: 1

2011-2012 (31 reti)